# NSL Cup
NSL Cup – nieistniejące australijskie rozgrywki piłkarskie, rozgrywane w systemie pucharowym, organizowane przez Australian Soccer Association w latach 1977–1996. Łącznie zostało rozegranych XXI edycji pucharu. Najwięcej razy w rozgrywkach triumfowała drużyna Adelaide City, która zdobywała puchar trzykrotnie.
W Australii początki rozgrywek pucharowych o charakterze krajowym sięgają lat 60. XX wieku. Pierwszym turniejem, który wystartował, był Australia Cup rozgrywany w latach 1962–1968.
NSL Cup do sezonu 1992/1993 rozgrywany był równolegle do rozgrywek ligowych, przy czym finał miał miejsce po zakończonym lub pod koniec sezonu National Soccer League (NSL). W następnych latach organizowany był przed startem sezonu ligowego. XX edycja pucharu odbyła się w trakcie przerwy ligowej w styczniu sezonu 1995/1996. Przesunięcie rozgrywek NSL Cup na okres poprzedzający start ligi NSL przyczyniło się do zmniejszenia jego roli (traktowany przez kluby jako turniej towarzyski) i spadkiem zainteresowania wśród kibiców. Ostatnie edycja NSL Cup została rozegrana w okresie od kwietnia do października 1996 roku; następnie rozgrywki zostały rozwiązane. Od 2014 roku rozgrywane są nowe rozgrywki pucharowe – FFA Cup.

## Mecze finałowe
| Edycja | Sezon     | Szczegóły finału                          | Szczegóły finału         | Szczegóły finału | Szczegóły finału   |
| Edycja | Sezon     | Data                                      | Zwycięzca                | Wynik            | Przegrany          |
| ------ | --------- | ----------------------------------------- | ------------------------ | ---------------- | ------------------ |
| I      | 1977      | 9 października 1977                       | Brisbane City            | 1–1 karne: 5–3   | Marconi Stallions  |
| II     | 1978      | 8 października 1978                       | Brisbane City            | 2–1              | Adelaide City      |
| III    | 1979      | 30 września 1979                          | Adelaide City            | 3–1              | St. George Saints  |
| IV     | 1980      | 5 października 1980 15 października 1980  | Marconi Stallions        | 0–0 3–0          | Heidelberg United  |
| V      | 1981      | 20 września 1981                          | Brisbane Lions           | 3–1              | West Adelaide      |
| VI     | 1982      | 12 września 1982                          | APIA Leichhardt Tigers   | 2–1              | Heidelberg United  |
| VII    | 1983      | 6 listopada 1983 13 listopada 1983        | Sydney Olympic           | 1–0              | Heidelberg United  |
| VIII   | 1984      | 13 września 1984                          | Newcastle Rosebud United | 1–0              | Melbourne Knights  |
| IX     | 1985      | 11 sierpnia 1985                          | Sydney Olympic           | 2–1              | Preston Lions FC   |
| X      | 1986      | 17 września 1986                          | Sydney City              | 3–2 (dog.)       | West Adelaide      |
| XI     | 1987      | 14 października 1987 18 października 1987 | Sydney United            | 1–0              | South Melbourne FC |
| XII    | 1988      | 14 sierpnia 1988                          | APIA Leichhardt Tigers   | 0–0 karne: 5–3   | Brunswick Juventus |
| XIII   | 1989      | 20 sierpnia 1989                          | Adelaide City            | 2–0              | Sydney Olympic     |
| XIV    | 1989/1990 | 25 kwietnia 1990                          | South Melbourne FC       | 4–1              | Sydney Olympic     |
| XV     | 1990/1991 | 7 kwietnia 1991                           | Parramatta Eagles        | 1–0              | Preston Lions FC   |
| XVI    | 1991/1992 | 7 kwietnia 1992                           | Adelaide City            | 2–1              | Marconi Stallions  |
| XVII   | 1992/1993 | 18 kwietnia 1993                          | Heidelberg United        | 2–1              | Parramatta Eagles  |
| XVIII  | 1993      | 17 października 1993                      | Parramatta Eagles        | 2–0              | Sydney United      |
| XIX    | 1994      | 16 października 1994                      | Melbourne Knights        | 6–0              | Heidelberg United  |
| XX     | 1996      | 27 stycznia 1996                          | South Melbourne FC       | 3–1              | Newcastle Breakers |
| XXI    | 1996      | 6 października 1996                       | Collingwood Warriors     | 1–0              | Marconi Stallions  |

## Triumfatorzy i finaliści NSL Cup
| Lp. | Nazwa klubu              | Zdobywca | Finalista | Lata triumfów    |
| --- | ------------------------ | -------- | --------- | ---------------- |
| 1.  | Adelaide City            | 3        | 1         | 1979, 1989, 1992 |
| 2.  | Sydney Olympic           | 2        | 2         | 1983, 1985       |
| 3.  | South Melbourne FC       | 2        | 1         | 1990, 1996       |
| 4.  | APIA Leichhardt Tigers   | 2        | –         | 1982, 1988       |
|     | Brisbane City FC         | 2        | –         | 1977, 1978       |
|     | Parramatta Eagles        | 2        | –         | 1991, 1994       |
| 7.  | Heidelberg United        | 1        | 4         | 1993             |
| 8.  | Melbourne Knights        | 1        | 1         | 1995             |
|     | Sydney United            | 1        | 1         | 1987             |
| 10. | Brisbane Lions           | 1        | –         | 1981             |
|     | Collingwood Warriors     | 1        | –         | 1996             |
|     | Newcastle Rosebud United | 1        | –         | 1984             |
|     | Sydney City              | 1        | –         | 1986             |
| 14. | Marconi Stallions        | –        | 3         | –                |
| 15. | Preston Lions FC         | –        | 2         | –                |
|     | West Adelaide            | –        | 2         | –                |
| 17. | Brunswick Juventus       | –        | 1         | –                |
|     | Newcastle Breakers       | –        | 1         | –                |
|     | St. George Saints        | –        | 1         | –                |